# Lista de tributos do Brasil
Esta é uma lista de tributos brasileiros.

## Impostos

### Impostos federais
1. Imposto sobre a importação de produtos estrangeiros (II)
2. Imposto sobre a exportação de produtos nacionais ou nacionalizados (IE)
3. Imposto sobre a renda e proventos de qualquer natureza (IR)
4. Imposto sobre Produtos Industrializados (IPI)
5. Imposto sobre Operações de Crédito, Câmbio e Seguro ou relativas a Títulos ou Valores Mobiliários (IOF)
6. Imposto Territorial Rural (ITR)

### Impostos estaduais
1. Imposto sobre operações relativas à Circulação de Mercadorias e prestação de Serviços de transporte interestadual, intermunicipal e de comunicação (ICMS)
2. Imposto sobre Propriedade de Veículos Automotores (IPVA)
3. Imposto sobre Transmissões Causa Mortis e Doações de Qualquer Bem ou Direito (ITCMd)

### Impostos Municipais
1. Imposto sobre a Propriedade predial e Territorial Urbana (IPTU)
2. Imposto sobre Transmissão inter vivos de Bens e Imóveis e de direitos reais a eles relativos (ITBI)- De acordo com o Artigo 156 da Constituição Brasileira: só a transmissão onerosa de bens imóveis, como Compra e Venda, por aquisição e incorporação, e ainda a transmissão real de direito sobre imóvel pertencem aos Municípios.
3. Impostos sobre Serviços de Qualquer Natureza (ISS ou ISSQN).

#### Extinto
1. Adicional do imposto da União sobre a renda e proventos de qualquer natureza (AIRE)
2. Imposto sobre vendas a varejo de combustíveis líquidos e gasosos (IVVC)

#### Sem regulamentação
1. Imposto sobre grandes fortunas (IGF) - previsto na Constituição, contudo, esse imposto ainda não existe. A constituição não cria impostos, somente outorga competências, e conforme previsto no art. 153, inciso VII da CF/88, esse imposto somente poderá ser criado por meio de Lei Complementar.

## Taxas
1. Taxa de Autorização do Trabalho Estrangeiro - Federal
2. Taxa de Avaliação in loco das Instituições de Educação e Cursos de Graduação - lei 10.870/2004 - Federal
3. Taxa de Classificação, Inspeção e Fiscalização de produtos animais e vegetais ou de consumo nas atividades agropecuárias - decreto-lei 1.899/1981 - Federal
4. Taxa de Coleta de Lixo - Municipal
5. Taxa de Combate a Incêndios - Municipal
6. Taxa de Conservação e Limpeza Pública - Municipal
7. Taxa de Controle e Fiscalização Ambiental (TCFA) - lei 10.165/2000 -Municipal
8. Taxa de Controle e Fiscalização de Produtos Químicos - lei 10.357/2001, art. 16
9. Taxa de Emissão de Documentos (níveis municipais, estaduais e federais)
10. Taxa de Fiscalização do Mercado de Valores Mobiliários da Comissão de Valores Mobiliários (CVM) - lei 7.940/1989 -Federal
11. Taxa de Fiscalização de Funcionamento (TFF) e Taxa de Fiscalização de Instalações (TFI) da Agência Nacional de Telecomunicações (Fistel) - leis 5.070/1966 e 9.742/1997, Resolução n° 255/2001 da Anatel - Federais[1]
12. Taxa de Fiscalização de Vigilância Sanitária - lei 9.782/1999, art. 23
13. Taxa de Fiscalização dos Produtos Controlados pelo Exército Brasileiro (TFPC) - lei 10.834/2003
14. Taxa de Fiscalização e Controle da Previdência Complementar (TAFIC) - art. 12 da Lei nº 12.154, de 23/12/2009 e Instrução MPS/PREVIC nº 03 de 10/10/2012
15. Taxa de Licenciamento Anual de Veículo
16. Taxa de Licenciamento para Funcionamento e Alvará Municipal
17. Taxa de Marinha - Laudêmio
18. Taxa de Pesquisa Mineral ou Taxa Anual por Hectare - TAH (Agência Nacional de Mineração) - Medida Provisória n° 790, que alterou o art. 20, inciso II, Decreto-lei n° 227/67 (Código de Mineração); Portaria Ministerial 503/1999
19. Taxa de Fiscalização de Atividades Minerais - TFAM (Agência Nacional de Mineração) - Medida Provisória n° 791, art. 24
20. Taxa de Serviços Administrativos (TSA) – Zona Franca de Manaus - lei 9960/2000
21. Taxa de Serviços Metrológicos - lei 9933/1999, art. 11
22. Taxas ao Conselho Nacional de Petróleo (CNP)
23. Taxas de Outorgas (Radiodifusão, Telecomunicações, Transporte Rodoviário e Ferroviário, etc.)
24. Taxas de Saúde Suplementar (ANS) - lei 9.961/2000, art. 18
25. Taxa de Utilização do SISCOMEX
26. Taxa de Utilização do MERCANTE - decreto 6.756/2009
27. Taxa Adicional ao Frete para a Renovação da Marinha Mercante (AFRMM)
28. Taxas do Registro do Comércio (Juntas Comerciais)
29. Taxa Processual Conselho Administrativo de Defesa Econômica (CADE) - lei 9.718/1998

## Contribuições

### Contribuições sobre o faturamento ou sobre o lucro
1. Contribuição Social para o Financiamento da Seguridade Social (COFINS)
2. Contribuição Social sobre o Lucro Líquido (CSLL)
3. PIS/PASEP

### Contribuições sobre as importações
1. Contribuição Social para o Financiamento da Seguridade Social (COFINS)
2. PIS/PASEP

### Contribuições trabalhistas ou sobre a folha de pagamento
1. PIS/PASEP

### Contribuições para o "Sistema S"
1. Contribuição ao Serviço Brasileiro de Apoio às Micro e Pequenas Empresas (SEBRAE) - lei 8.029/1990
2. Contribuição ao Serviço Nacional de Aprendizagem Comercial (SENAC) - lei 8.621/1946
3. Contribuição ao Serviço Nacional de Aprendizagem do Transporte (SENAT) - lei 8.706/1993
4. Contribuição ao Serviço Nacional de Aprendizagem Industrial (SENAI) - lei 4.048/1942
5. Contribuição ao Serviço Nacional de Aprendizagem Rural (SENAR) - lei 8.315/1991
6. Contribuição ao Serviço Nacional de Aprendizagem do Cooperativismo (SESCOOP)
7. Contribuição ao Serviço Social da Indústria (SESI) - lei 9.403/1946
8. Contribuição ao Serviço Social do Comércio (SESC) - lei 9.853/1946
9. Contribuição ao Serviço Social do Cooperativismo (SESCOOP)[2]
10. Contribuição ao Serviço Social do Transporte (SEST) - lei 8.706/1993

### Outras contribuições
1. CPMF - Contribuição Provisória sobre Movimentação ou Transmissão de Valores e de Créditos e Direitos de Natureza Financeira - extinta desde 1 de janeiro de 2008.
2. Contribuições aos Órgãos de Fiscalização Profissional (OAB, CFC, CREA, CORE, CRQ, etc)
3. Contribuição à Direção de Portos e Costas (DPC) - lei 5.461/1968
4. Contribuição ao Fundo Nacional de Desenvolvimento Científico e Tecnológico (FNDCT) - lei 10.168/2000
5. Contribuição ao Fundo Nacional de Desenvolvimento da Educação (FNDE), também chamado "Salário Educação"
6. Contribuição ao Funrural
7. Contribuição ao Instituto Nacional de Colonização e Reforma Agrária (INCRA) - lei 2.613/1955
8. Contribuição ao Seguro Acidente de Trabalho (SAT)
9. Contribuição Confederativa Laboral (dos empregados)
10. Contribuição Confederativa Patronal (das empresas)
11. Contribuição Previdenciária Patronal (CPP)
12. Contribuição de Intervenção do Domínio Econômico (CIDE - Combustíveis) - lei 10.336/2001
13. Contribuição para Custeio do Serviço de Iluminação Pública - Emenda Constitucional 39/2002
14. Contribuição para o Desenvolvimento da Indústria Cinematográfica Nacional (CONDECINE) - MP 2228-1/2001, art. 32 e lei 10.454/2002
15. Contribuição Sindical Laboral (não se confunde com a Contribuição Confederativa Laboral, vide comentários sobre a Contribuição Sindical Patronal)
16. Contribuição Sindical Patronal (não se confunde com a Contribuição Confederativa Patronal, já que a Contribuição Sindical Patronal é obrigatória, pelo artigo 578 da CLT, e a Confederativa foi instituída pelo art. 8º, inciso IV, da CF e é obrigatória em função da assembléia do sindicato que a instituir para seus associados, independentemente da contribuição prevista na CLT)
17. Contribuição Social Adicional para Reposição das Perdas Inflacionárias do FGTS - lei complementar 110/2001

## Contribuições de Melhoria
"Contribuição de Melhoria" não deve ser confundida com uma mera contribuição:é uma espécie tributária autônoma, definida na própria CF.
1. Contribuições de Melhoria instituídas pela União
2. Contribuições de Melhoria instituídas pelos Estados
3. Contribuições de Melhoria instituídas pelo Distrito Federal
4. Contribuições de Melhoria instituídas pelos Municípios

## Empréstimos Compulsórios
Também é espécie tributária autônoma.
1. Empréstimo compulsório instituído por ocasião de guerra externa ou de sua iminência; (CF, art. 148)
2. Empréstimo compulsório instituído por ocasião de calamidade pública que exija auxílio federal impossível de atender com os recursos orçamentários disponíveis; (CF, art. 148)
3. Empréstimo compulsório instituído por ocasião de conjuntura que exija a absorção temporária de poder aquisitivo. (CTN, art. 15) - este dispositivo não foi recepcionado pela CF
4. Empréstimo compulsório instituído no caso de investimento público de caráter urgente e de relevante interesse nacional (CF, art. 148)

## Royalties
1. Compensação Financeira pela Exploração de Recursos Minerais - CFEM (Agência Nacional de Mineração) - § 1º, art. 20 CF; art. 8º Lei nº 7.990/89; Decreto nº 1/91 (entendimento do STF como não sendo de natureza tributária[3]), com alterações dadas pela Medida Provisória n° 789, de 25 de julho de 2017.